# 산단로 (안산시)
산단로(Sandan-ro)는 경기도 안산시 단원구 원시동에서 동양테크빌사거리에서 선부동도일사거리를 잇는 도로이다.

## 주요 경유지
경기도
- 안산시 단원구 (원시동 - 신길동 - 원곡동 - 선부동)

## 노선 경로
| 이름                    | 접속 노선              | 경유지 | 경유지 | 경유지 | 비고 |
| ----------------------- | ---------------------- | ------ | ------ | ------ | ---- |
| 동양테크빌사거리        | 해안로                 | 안산시 | 단원구 | 원시동 |      |
| (이름없음)              | 국도 제77호선 (별망로) | 안산시 | 단원구 | 원시동 |      |
| 공단사거리              | 동산로                 | 안산시 | 단원구 | 원시동 |      |
| 일성신약삼거리          | 해봉로                 | 안산시 | 단원구 | 신길동 |      |
| 안산역삼거리            | 중앙대로               | 안산시 | 단원구 | 원곡동 |      |
| 원곡지하차도            |                        | 안산시 | 단원구 | 원곡동 |      |
| 도일사거리 (선부고가교) | 순환로 군자로          | 안산시 | 단원구 | 선부동 |      |
| 시흥대로와 직결         |                        |        |        |        |      |

## 주요건물및 시설
- CU 반월산업단지점 (산단로 78/원시동 782-13)
- 하나은행 반월공단지점 (산단로 107/원시동 731-4)
- 현대자동차 블루핸즈 원시점 (산단로 107/원시동 731-4)
- 경동택배 안산단원원시731 영업소 (산단로 107/원시동 731-4)
- CU 안산몰렉스점 (산단로 169/원시동 726-3)
- GS칼텍스 대성산업 안산공단주유소 (산단로 313/신길동 1230)
- 농협 반월공단지점 (산단로 325/신길동 1229)
- 하나은행 반월기업센터 (산단로 342/원곡동 994-5)
- 새마을금고 안산서부 새마을금고 유통단지점 (산단로 348/원곡동 994)
- IBK기업은행 반월유통단지지점 (산단로 348/원곡동 994)